# US Sandweiler
El US Sandweiler es un equipo de fútbol de Luxemburgo que juega en la Primera División de Luxemburgo, la tercer liga de fútbol más importante del país.

## Historia
Fue fundado en el año 1937 en la ciudad de Sandweiler, al sur de Luxemburgo, y su principal logro ha sido el ascenso a la Éirepromotioun en la temporada 2012/13 por primera vez en su historia luego de ganar el ascenso de la 1. Division la temporada anterior.
Nunca han estado en la Division Nationale.

## Palmarés
- 1. Division Serie 2: 2

2011/12, 2023/24